# كومبوتي
كومبوتي (Κομπότιον) هي مدينة في أرتا في مقاطعة كينتريكي إلادا في اليونان.